# Hymenostomum sullivanii
Hymenostomum sullivanii là một loài rêu trong họ Pottiaceae. Loài này được Müll. Hal. ex Geh. mô tả khoa học đầu tiên năm 1897.